# Привредни развој
Привредни развој је сложен економски ток, којим се једна земља постепено ослобађа економске неразвијености и сиромаштва, достижући све више развојне нивое. Тај развој чине: привредни раст и промене у саставу привреде.

## Привредни раст
Привредни раст представља повећање националне производње током времена. То повећање може се изражавати за целу земљу или по глави становника. Пошто се број становника такође повећава, раст производње по становнику представља праву меру економског напредовања једне земље. (Ако се, на пример, производња у текућој у односу на претходну годину повећала за 4%, а број становника за 1%, повећање производње по становнику износи 3%).
Током привредног развоја промене у саставу привреде су разноврсне. Оне су најизраженије у променама у производном саставу, односно учешћу појединих делатности (као што је пољопривреда и индустрија) у укупној производњи.
Привредни раст и промене састава у привреди објашњавају економску садржину привредног развоја. У новије време све већи значај добијају његови друштвени и еколошки чиниоци. За савремени приступ развоју очигледно је да се човек ставља у средиште пажње. Привредни развој има смисла само ако омогућава бољи живот већини становништва. Производња у једној земљи може да расте уз разноврсне промене у саставу привреде, а да користи од тог развоја имају само богатији слојеви становништва. Исто тако, привредни развој може да доведе до исцрпљивања неки природних ресурса??(даље: извора!) и загађивања животне средине, што не доприноси добробити људи.

## Чиниоци привредног развоја
На привредни развој једне земље делују бројни и разноврсни чиниоци. Они потичу из саме привреде, али и из других делова друштва с којима је привреда повезана.
Чиниоци развоја привреде потичу из њеног природног окружења, које представља свеопшти услов живота и рада људи и ризницу природних извора. Природном окружењу припада и становништво, као извор радне снаге за потребе привредног развоја. Списак чиниоца привредног развоја, очигледно је дугачак. У први ред се стављају основни производни чиниоци, чије је присуство неопходно у производњи. Њима се прикључује и технолошки ток.
Основни производни чиниоци се, на нивоу укупне привреде, појављују као:
- становништво (радна снага),
- природни извори (предмети рада) и
- тзв. основни производни фондови (ОПФ) (средства за рад).

Технолошки напредак је нарочито важан чинилац привредног развоја. Његов значај се повећава током времена. На нижим нивоима развијености, радна снага је значајан чинилац који, у највећој мери, утиче на привредни раст.
Под технолошки напретком подразумева се сталан, на науци заснован ток, који обухвата:
- усавршавање чинилаца производње, начина производње, уређења и управљања производњом;
- увођење нових производа и нових врста производа већ постојећих производа. Технолошки напредак повећава ваљаност производних чинилаца и подиже корисност њихове употребе, што повољно утиче на привредни раст. Уз то, он шири круг људских потреба и омогућава да се те потребе све потпуније задовољавају.

Под утицајем технолошког напретка долази и до повољних промена у саставу привреде. Захваљујући њему разгранава се производња и појављују нове гране, које снажно доприносе развоју привреде и друштва у целини.

## Степен привредног развоја
Достигнути ниво развоја националне привреде тешко је тачно изразити. На основу степена привредне развијености може се судити о томе докле је једна земља стигла у току развоја, али и какви су њени изгледи за даље економско напредовање.
Када желимо да представимо ниво развијености националне привреде служимо се различитим, пре свега, економским показатељима. Међу њима је најглавнији друштвени производ по становнику. То је најопштији економски показатељ степена привредног развоја једне земље, који је погодан и за међународна поређења.
Да би се добила прегледнија слика о достигнутом нивоу развијености неке земље, треба узети у обзир и друге економске показатеље, као што су:
- састав извора друштвеног производа - учешће појединих делатности у његовом образовању;
- економски састав становништва - однос пољопривредног и непољопривредно становништва;
- обим и састав робне размене са иностранством;
- величина ОПФ  по становнику;
- степен запослености итд.

Привредни развој има за циљ што потпуније задовољавање потреба људи. Друштвени производ по глави становника (уз друге економске показатеље који га прате) показује какве су материјалне могућности за подмиривање потреба становника једне земље.
Стварна слика се добија тек на основу друштвених показатеља. Међу друштвене показатеље степена развијености привреде сврставају се:
- очекивано трајање живота;
- стопа писмености (становништва старијег од 10 година);
- број лекара на 1.000 становника;
- стопа смртности одојчади итд.

Последњих година све већи значај добијају еколошки показатељи привредног развоја који сведоче о томе у којој мери се задовољавају потребе људи, односно какви су услови њиховог живота и рада. Овде спадају показатељи, као што су:
- удео еколошки чистих грана у укупној индустријској производњи;
- ниво деградације земљишта;
- удео здраве хране у укупној количини утрошених намерница итд.